# Каррерас, Альваро
А́льваро Ферна́ндес Карре́рас (исп. Álvaro Fernández Carreras; родился 23 марта 2003) — испанский футболист, левый защитник клуба «Реал Мадрид».

## Клубная карьера
Уроженец Ферроля (провинция Ла-Корунья), Фернандес выступал за молодёжные команды испанских клубов «Расинг де Ферроль», «Депортиво Ла-Корунья» и «Реал Мадрид». В сентябре 2020 года стал игроком футбольной академии «Манчестер Юнайтед».
В мае 2022 года был признан лучшим игроком года в резервной команде «Манчестер Юнайтед», получив награду Дензила Харуна.
Сезон 2022/23 провёл в аренде в клубе «Престон Норт Энд».
1 сентября 2023 года отправился в сезонную аренду в испанский клуб «Гранада». 18 сентября 2023 года дебютировал в Ла Лиге, выйдя на замену в матче против «Жироны». В январе 2024 года был отозван из аренды в «Гранаде», после чего отправился в аренду в португальскую «Бенфику» до конца сезона 2023/24. 26 мая 2024 года «Бенфика» активировала опцию выкупа контракта Фернандеса, которая составила 6 млн евро в базовом варианте и включает в себя также 3 млн евро в виде достижимых бонусов. После этого игрок подписал с «Бенфикой» контракт до 2029 года.
14 июля 2025 года стал игроком испанского клуба «Реал Мадрид (футбольный клуб)». Сумма трансфера составила 50 млн евро.

## Карьера в сборной
В октябре 2021 года дебютировал в составе сборной Испании до 19 лет.
В сентябре 2023 года дебютировал за сборную Испании до 21 года.

## Достижения
Личные достижения
- Награда Дензила Харуна лучшему резервисту года: 2021/22
- Молодой игрок сезона «Престон Норт Энд»: 2022/23

## Клубная статистика
| Выступление      | Выступление      | Выступление      | Лига | Лига | Кубки | Кубки | Еврокубки | Еврокубки | Итого | Итого |
| Клуб             | Лига             | Сезон            | Игры | Голы | Игры  | Голы  | Игры      | Голы      | Игры  | Голы  |
| ---------------- | ---------------- | ---------------- | ---- | ---- | ----- | ----- | --------- | --------- | ----- | ----- |
| Престон Норт Энд | Чемпионшип       | → 2022/23        | 39   | 0    | 3     | 0     | —         | —         | 42    | 0     |
| Престон Норт Энд | Итого            | Итого            | 39   | 0    | 3     | 0     | —         | —         | 42    | 0     |
| Гранада          | Примера          | → 2023/24        | 13   | 0    | 1     | 0     | —         | —         | 14    | 0     |
| Гранада          | Итого            | Итого            | 13   | 0    | 1     | 0     | —         | —         | 14    | 0     |
| Бенфика          | Примейра         | → 2023/24        | 11   | 1    | 2     | 0     | 3         | 0         | 16    | 1     |
| Бенфика          | Примейра         | 2024/25          | 32   | 3    | 8     | 1     | 10        | 0         | 50    | 4     |
| Бенфика          | Итого            | Итого            | 43   | 4    | 10    | 1     | 13        | 0         | 66    | 5     |
| Всего за карьеру | Всего за карьеру | Всего за карьеру | 95   | 4    | 14    | 1     | 13        | 0         | 122   | 5     |

1. ↑  Кубок Англии, Кубок АФЛ, Кубок Испании, Кубок Португалии, Кубок португальской лиги.
2. ↑  Лига чемпионов УЕФА, Лига Европы УЕФА.